# 石田亨
石田 亨（いしだ とおる、1953年7月17日 - ）は、日本の情報学者。京都大学名誉教授。京都大学工学博士。父は歴史学者の石田一良。

## 人物
1976年京都大学工学部情報工学科卒業、1978年同大学院修士課程修了。同年日本電信電話公社電気通信研究所入所。横須賀研究所においてソフトウェア工学、知識処理などの研究開発に従事した。1991年NTTコミュニケーション科学研究所設立に参加した後、1993年7月に京都大学大学院工学研究科情報工学専攻教授に就任した。1998年4月から2019年3月まで京都大学大学院情報学研究科社会情報学専攻教授を務めた。また、2019年4月から2022年8月まで早稲田大学理工学術院教授を務めた。これらの在職中に、ミュンヘン工科大学、パリ第6大学、メリーランド大学、上海交通大学、清華大学、香港浸会大学、新疆大学、Telkom Universityの客員教授や静岡文化芸術大学理事を務め、香港浸会大学からDistinguished Professor of Scienceの称号を受けた。この間、電子情報通信学会の情報・システムソサイエティ会長（2011年度）、電子情報通信学会副会長（2014-2015年度）、同次期会長（2020年度）、同会長（2021年度）、日本学術会議会員（22-23期、第三部、2011年10月-2017年9月）を歴任。情報処理学会、電子情報通信学会、IEEE各フェロー。電子情報通信学会名誉員。
専門は自律エージェントとマルチエージェントシステム。この分野において1980年代後半から活動を続けており、マルチエージェントと協調計算 (Multi-Agent and Cooperative Computation: MACC)、合同エージェントワークショップ&シンポジウム (Joint Agent Workshops and Symposium: JAWS)、マルチエージェントシステムの原理と実践の国際会議 (International Conference on Principles and Practice of Multi-Agent Systems: PRIMA)、マルチエージェントシステム国際会議 (International Conference on Multi-Agent Systems: ICMAS)、自律エージェントとマルチエージェントシステム国際会議 (International Conference on Autonomous Agents and Multiagent Systems: AAMAS) などの国内会議/国際会議の立ち上げに尽力し、第1回AAMASの共同大会委員長 (General Co-Chair) を務めた。また、自律エージェントとマルチエージェントシステム国際財団 (International Foundation on Autonomous Agent and Multiagent Systems (IFAAMAS)) の理事を務めた。
主導した研究プロジェクトにデジタルシティ京都、異文化コラボレーション実験、言語グリッドなどがある。デジタルシティ京都プロジェクトは1998年に開始し、そのポータルサイトは2001年まで運営され、技術開発はJST CREST「デジタルシティのユニバーサルデザイン」に引き継がれ2005年まで続けられた。異文化コラボレーション実験 (Intercultural Collaboration Experiment : ICE) は、2001年9月11日のアメリカ同時多発テロ事件後の2002年に中国・韓国・マレーシアの大学と連携し、機械翻訳によるオープンソース開発の実験を行った。この時、異文化間コミュニケーション (Intercultural Communication) の工学的応用として、異文化コラボレーション (Intercultural Collaboration) という概念を提唱した。この実験を踏まえて、2006年にインターネット上に多言語サービス基盤を構築する言語グリッドプロジェクトを開始した。言語グリッドは、京都大学大学院情報学研究科社会情報学専攻で運営された後 (2007-2017)、NPO言語グリッドアソシエーションに運営が移管された。2018年9月時点で、24カ国、183組織が参加した。
教育面では1998年に京都大学情報学研究科社会情報学専攻の発足に尽力し、2009年に課題解決の方法としてのフィールド情報学を提唱、2013年には情報学研究科、工学研究科建築学専攻、工学研究科機械系専攻群、経営管理大学院、教育学研究科教育科学専攻と連携し、京都大学デザインスクールを発足させるなど情報技術による社会課題解決を目指した。

## 来歴
- 1976年 - 京都大学工学部情報工学科卒業
- 1978年 - 同大学院工学研究科修士課程修了
- 1978年 - 日本電信電話公社入社
- 1989年 - 京都大学工学博士（学位論文『Performance Improvement of Production Systems』）
- 1993年 - 京都大学大学院工学研究科 情報工学専攻 教授
- 1998年 - 京都大学大学院情報学研究科 社会情報学専攻 教授
- 2006年 - 文部科学大臣表彰科学技術賞[16]
- 2010年 - IFAAMAS Influential Paper Award[17]
- 2011年 - 電子情報通信学会情報・システムソサイエティ会長[7]
- 2012年 - 人工知能学会 業績賞[3]
- 2013年
  - 電子情報通信学会 業績賞[2]
  - 京都大学デザインスクールを設立[18]
- 2014年 - 電子情報通信学会 副会長[8]
- 2017年
  - 電子情報通信学会 功績賞[1]
  - 日本ソフトウェア科学会 基礎研究賞[19]
- 2018年 - 電子情報通信学会 名誉員[5]
- 2019年 - 早稲田大学理工学術院 国際理工学センター 教授[20]
- 2021年 - 電子情報通信学会 会長

## 著作

### 著書
- 『Parallel, Distributed and Multiagent Production Systems』Springer-Verlag 1994
- 『分散人工知能』コロナ社 1996（並列処理シリーズ）
- 『Real-Time Search for Learning Autonomous Agents』Kluwer Academic Publishers 1997

### 編著
- 『Community Computing: Collaboration over Global Information Networks』John Wiley and Sons 1998
- 『Intercultural Collaboration』Springer 2007
- 『Community Computing and Support Systems』Springer 2008
- 『フィールド情報学 ―自然観察,社会参加,イノベーションのための情報学―』共立出版 2009
- 『Digital Cities』Springer 2010
- 『The Language Grid: Service-Oriented Collective Intelligence for Language Resource Interoperability』Springer 2011
- 『Field Informatics』Springer 2012
- 『デザイン学概論』共立出版 2016